# VU-001,171
VU-001,171 je agonist glutamatnog receptora.